# 鳥取西道路

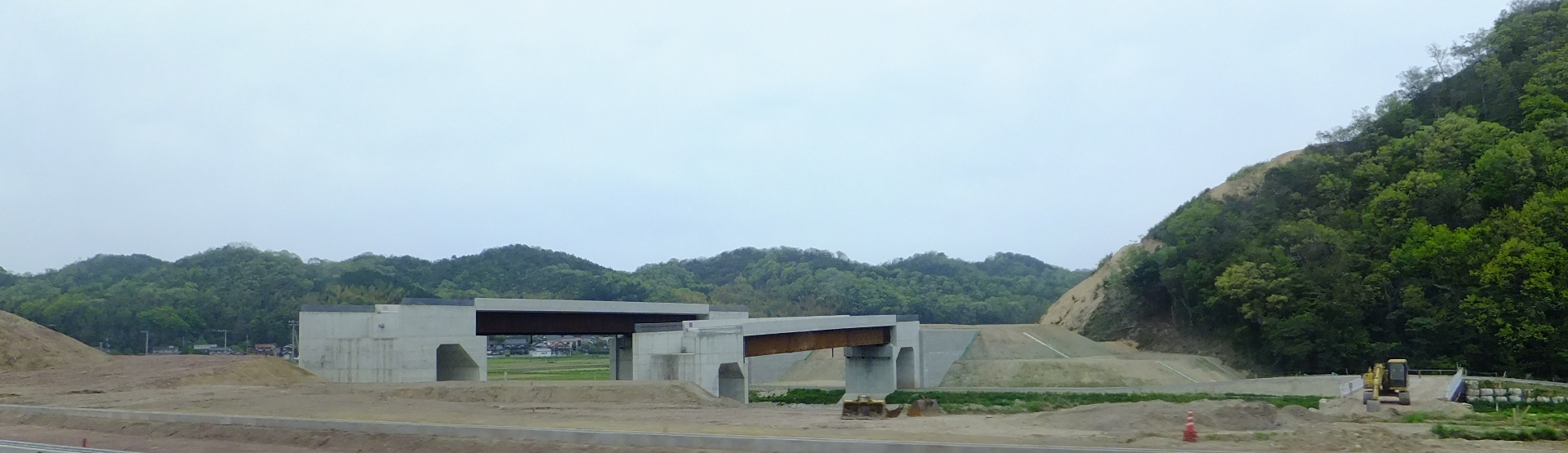
建設中的鳥取西道路
攝於鳥取市本高

鳥取西道路（日语：／ Tottori-nishi dōro */?）是鳥取縣鳥取市本高至同市青谷町青谷的高規格幹線道路（高速自動車國道並行一般國道快速道路）。全長19.3公里，共4車道（暫定2車線），速限100km/h，道路規格為 第1種第2級。
2005年起一期區間鳥取IC-吉岡溫泉IC間7.0km事業化，具有繞道功能緩和一般國道9號的混雜交通並確保安全。整備為並行為山陰自動車道的一般國道9號汽車專用道路。

## 沿革
- 2005年 : 一期區間 鳥取IC-吉岡溫泉IC間 (7.0km) 事業化
- 2007年 : 二期區間 吉岡溫泉IC-瑞穗IC間 (5.9km) 事業化
- 2009年 : 三期區間 瑞穗IC-青谷IC間 (6.4km) 事業化
- 2013年12月14日 : 鳥取IC-鳥取西IC間 (1.8km) 開通 [1]
- 2019年5月：全線通車[2]。

## 交流道
- 設施欄的背景色■的部分表示設施未啟用或未完成。
- 括號內數字為其他路線編號。

| 交流道(IC) 編號               | 設施           | 連接路線                                              | 至起點 (km) | 備註             |
| ----------------------------- | -------------- | ----------------------------------------------------- | ----------- | ---------------- |
| 鳥取自動車道                  |                |                                                       |             |                  |
| (9)                           | 鳥取IC         | 鳥取豐岡宮津自動車道（計畫中） 國道29號津之井繞道支線 | 0.0         |                  |
| 1                             | 鳥取西IC       | 縣道49號鳥取河原用瀨線                                | 1.8         |                  |
| 2                             | 吉岡溫泉IC     | 縣道191號矢矯松原線                                   | 7.1         |                  |
| 3                             | 瑞穗寶木IC     | 縣道233號矢口鹿野線                                   | 13.0        | 僅限鳥取方向出入 |
| 4                             | 濱村鹿野溫泉IC | 縣道32號郡家鹿野氣高線                                | 14.7        |                  |
| 5                             | 青谷IC         | 國道9號（青谷羽合道路） 縣道280號俵原青谷線           | 19.3        |                  |
| 山陰自動車道 （青谷羽合道路） |                |                                                       |             |                  |

## 外部連結
- 國土交通省中國地方整備局鳥取河川國道事務所 （页面存档备份，存于）
  - 鳥取西道路 （页面存档备份，存于）
- 鳥取西道路安全協議會 （页面存档备份，存于）